# Elenie
Elenie (Elaeniinae) – podrodzina ptaków z rodziny tyrankowatych (Tyrannidae).

## Występowanie
Podrodzina obejmuje gatunki występujące w Ameryce Północnej i Południowej.

## Systematyka
Do podrodziny należą następujące plemiona:
- Euscarthmini
- Elaeniini